# Liste von Lokomotiven auf der Weltausstellung Paris 1900

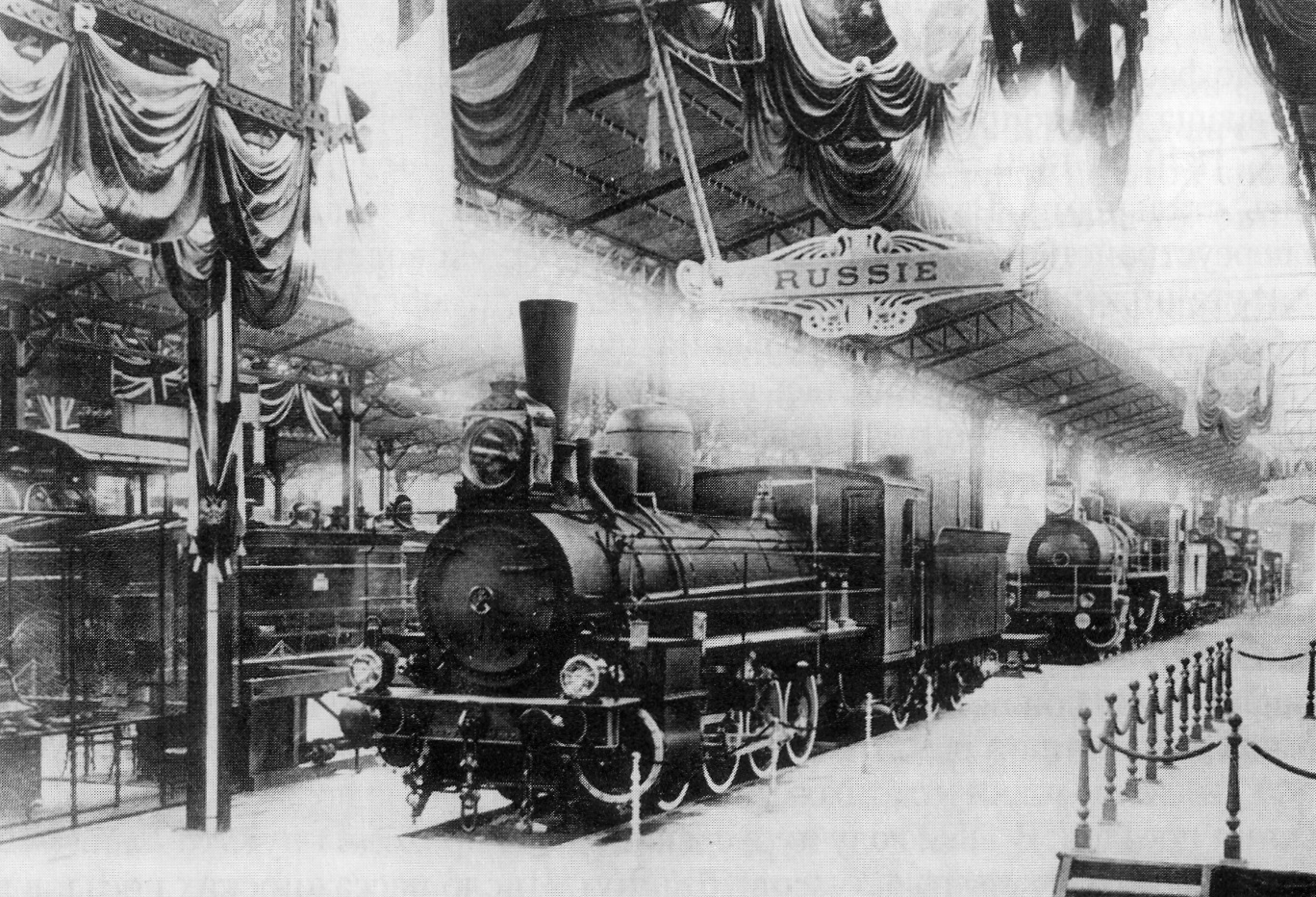
Halle der Lokomotivausstellung mit russischen Exponaten. Von vorne nach hinten:Schlepptenderlokomotive О^{д}, Mallet-Locomotive H 810 der Moskau–Kasaner-Eisenbahn und Schlepptenderlokomotive Ц

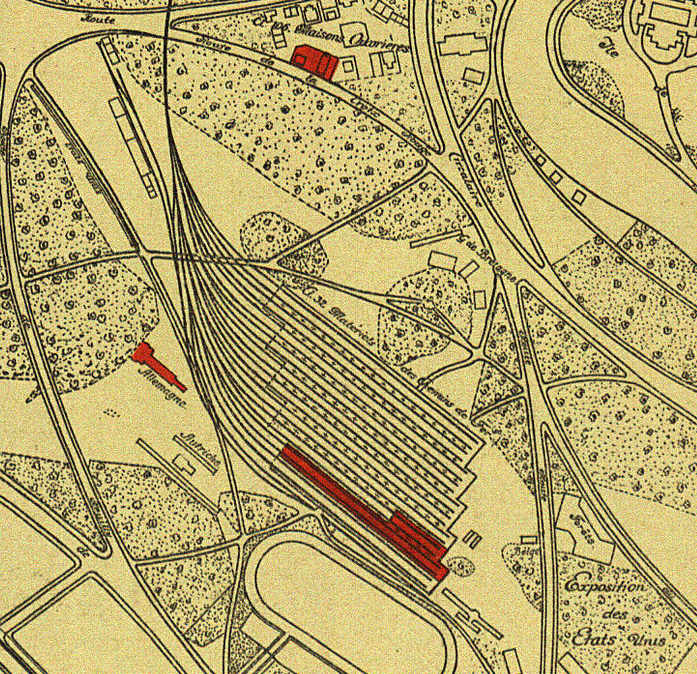
Plan der Eisenbahnausstellung im Bois de Vincennes. Der Deutsche Teil der Ausstellung ist rot gekennzeichnet.

Die Liste von Lokomotiven auf der Weltausstellung Paris 1900 führt die 68 Dampflokomotiven auf, die an der Ausstellung gezeigt wurden. Die meisten Fahrzeuge waren in der Eisenbahnausstellung im Bois de Vincennes als Teil der Ausstellung über das Sport- und Verkehrswesen zu sehen, einzelne Ausstellungsstücke waren auch an anderen Orten untergebracht. Bei den Schnellzuglokomotiven dominierten Lokomotiven mit der Achsfolge 2’B, auch American genannt, die größtenteils als Zweizylinder- oder Vierzylinder-Verbundlokomotive ausgeführt waren. Viele Lokomotiven wiesen Serve-Siederohre auf, die durch Stegen an der Innenseite eine Verbesserung des Wärmeübergangs ermöglichten, aber nur verwendet werden konnten, wenn bei der Verbrennung nicht zu viel Ruß entstand, der die Siederohre zusetzte. Die Preußische S 4 Nr. 74 war die einzige Lokomotive mit Überhitzer. Der Kesseldruck betrug typischerweise 16 bar. Für kurvenreiche Strecken wurden Mallet-Lokomotiven ausgestellt. Für Niederländisch-Indien, Rumänien und Russland bestimmte Lokomotiven verwendeten Ölfeuerung.

## Personen- und Schnellzug-Lokomotiven
| Nr.               | Land                   | Bahngesellschaft                              | Kürzel           | Baureihe, Nummer                        | Hersteller                                  | Bauart       | Bemerkung                                                                                           | Quelle              | Bild                  |
| ----------------- | ---------------------- | --------------------------------------------- | ---------------- | --------------------------------------- | ------------------------------------------- | ------------ | --------------------------------------------------------------------------------------------------- | ------------------- | --------------------- |
| Single (2’A1)     |                        |                                               |                  |                                         |                                             |              | |                     |                       |
| 1                 | Vereinigtes Königreich | Midland Railway                               | MR               | Klasse 2601                             | Werkstatt Derby                             | 2’A1 n2      | Innentriebwerk                                                                                      | [ 5 ]               |                       |
| American (2’B)    |                        |                                               |                  |                                         |                                             |              | |                     |                       |
| 2                 | Schweiz                | Schweizerische Centralbahn                    | SCB              | A 2/4 261                               | SLM                                         | 2’B n4v      | | [ 5 ] [ 6 ]         |                       |
| 3                 | Schweiz                | Schweizerische Nordostbahn                    | NOB              | A 2/4 116                               | SLM                                         | 2’B n2v      | Innentriebwerk                                                                                      | [ 5 ] [ 7 ]         |                       |
|                   | Niederlande            | Nederlandsche Centraal-Spoorweg-Maatschappij  | NCS              | 27 Koningin Wilhelmina (später NS 1500) | Neilson, Reid & Company                     | 2’B n2       | Innentriebwerk                                                                                      | [ 8 ]               |                       |
| 4                 | Frankreich             | Chemins de fer de l’Ouest                     | Ouest            | 951                                     | Werkstatt Sotteville                        | 2’B n2       | Innentriebwerk Serve-Rohre Diese Lokomotive wurde bereits an der Weltausstellung Paris 1889 gezeigt | [ 5 ] [ 9 ]         |                       |
| 5                 | Frankreich             | Chemins de fer de l’Ouest                     | Ouest            | 533                                     | Werkstatt Sotteville                        | 2’B n4v      | De Glehn-Triebwerk Serve-Rohre                                                                      | [ 5 ] [ 9 ]         |                       |
| 6                 | Frankreich             | Paris–Lyon–Méditerranée                       | PLM              | C 91                                    | Werkstatt Paris                             | 2’B n4v      | De Glehn-Triebwerk Serve-Rohre                                                                      | [ 5 ] [ 10 ]        |                       |
| 7                 | Frankreich             | Chemin de Fer du Midi                         | Midi             | 1765                                    | Maschinenfabrik Belfort                     | 2’B n4v      | De Glehn-Triebwerk Serve-Rohre                                                                      | [ 5 ]               |                       |
| 8                 | Frankreich             | Chemins de fer de l’Est                       | Est              | 2411                                    | Werkstatt Épernay                           | 2’B n4v      | De Glehn-Triebwerk Serve-Rohre                                                                      | [ 5 ]               |                       |
| 9                 | Frankreich             | Chemins de fer de l’État                      | État             | 2754                                    | Schneider & Cie.                            | 2’B n2       | Serve-Rohre Ricour Ventilsteuerung                                                                  | [ 5 ] [ 9 ]         |                       |
|                   | Preußen                | Preußische Staatseisenbahnen                  | K.P.u.G.H.St.E.  | S 3 Elberfeld 390                       | Berliner Maschinenbau vormals Schwartzkopff | 2’B n2v      | | [ 11 ]              |                       |
| 10                | Preußen                | Preußische Staatseisenbahnen                  | K.P.u.G.H.St.E.  | S 4 Nr. 74                              | Borsig                                      | 2’B h2       | Rauchkammerüberhitzer System Schmidt                                                                | [ 5 ]               |                       |
| 11                | Preußen                | Preußische Staatseisenbahnen                  | K.P.u.G.H.St.E.  | S 51 Hannover 22                        | Hanomag                                     | 2’B n4v      | Bauart von Borries                                                                                  | [ 5 ]               |                       |
| 12                | Vereinigtes Königreich | London and North Western Railway              | LNWR             | 4000                                    | Werkstatt Crewe                             | 2’B n4v      | | [ 5 ]               |                       |
| 13                | Vereinigtes Königreich | Great Eastern Railway                         | GER              | 1900 Claude Hamilton                    | Werkstatt Stratford                         | 2’B n2       | Innentriebwerk Ölfeuerung                                                                           | [ 5 ] [ 13 ]        |                       |
| 14                | Österreich-Ungarn      | K.k. Staatsbahnen                             | kkStB            | 106 10652                               | Lokomotivfabrik Floridsdorf                 | 2’B n2v      | | [ 5 ] [ 14 ]        |                       |
| 15                | Königreich Italien     | Rete Adriatica                                | RA               | 1889                                    | Breda                                       | 2’B n2       | Serve-Rohre                                                                                         | [ 5 ]               |                       |
| 16                | Russland               | Petersburg-Warschauer Eisenbahn               |                  | Пп 49                                   | Putilow                                     | 2’B n4v      | Tandem-Triebwerk                                                                                    | [ 5 ] [ 15 ]        |                       |
| 17                | Frankreich             | Chemins de fer de l’État                      | État             | 2805                                    | Baldwin                                     | 2’B n4v      | Bauart Vauclain Tender für Wasseraufnahme während der Fahrt aus einem Trog                          | [ 5 ] [ 9 ]         | (ähnliche Lokomotive) |
|                   | Frankreich             | Compagnie du chemin de fer de Paris à Orléans | PO               | C 20                                    | SFCM, Paris                                 | 2’B n4v      | | [ 10 ]              |                       |
| Atlantic (2’B1)   |                        |                                               |                  |                                         |                                             |              | |                     |                       |
| 18                | Frankreich             | Chemins de fer du Nord                        | Nord             | 2642                                    | Maschinenfabrik Belfort                     | 2′B1 n4v     | De Glehn-Triebwerk Serve-Rohre                                                                      | [ 5 ]               |                       |
|                   | Frankreich             | Chemins de fer de l’État                      | État             | 2903                                    | Baldwin                                     | 2’B1 n2      | ausgestellt am Stand von Baldwin                                                                    | [ 9 ]               |                       |
| 19                | Sachsen                | Sächsische Staatseisenbahnen                  | K.Sächs.Sts.E.B. | X V 175                                 | Maschinenfabrik Chemnitz                    | 2'B1' n4v    | De Glehn-Triebwerk                                                                                  | [ 5 ]               |                       |
| 20                | Österreich-Ungarn      | Kaiser Ferdinands-Nordbahn                    | KFNB             | IId 252                                 | Lokomotivfabrik Wiener-Neustadt             | 2′B1 n2      | erste Atlantic in Europa                                                                            | [ 5 ]               |                       |
| 21                | Österreich-Ungarn      | Magyar Államvasutak                           | MAV              | Il 701                                  | MAV-Werkstadt Budapest                      | 2B1 n2v      | für Strecke Budapest–Marchegg                                                                       | [ 5 ]               |                       |
| Mogul (1’C)       |                        |                                               |                  |                                         |                                             |              | |                     |                       |
| 22                | Schweiz                | Jura-Simplon-Bahn                             | JS               | A3T 336                                 | SLM                                         | 1'C n3v      | | [ 5 ]               |                       |
| Ten-Wheeler (2’C) |                        |                                               |                  |                                         |                                             |              | |                     |                       |
| 23                | Frankreich             | Chemin de Fer du Midi                         | Midi             | 1301                                    | Maschinenfabrik Belfort                     | 2'C n4v      | Serve-Rohre                                                                                         | [ 5 ]               |                       |
| 25                | Norwegen               | Norges Statsbaner                             | NSB              | 18a 138                                 | Maschinenfabrik Chemnitz                    | 2'C n2v      | | [ 5 ]               |                       |
| 25                | Vereinigtes Königreich | North Eastern Railway                         | NER              | S-KlasseNr. 2006                        | Werkstatt Gateshead                         | 2'C n2       | | [ 5 ] [ 16 ]        |                       |
| 26                | Österreich-Ungarn      | K.k. Staatsbahnen                             | kkStB            | 9.21                                    | Lokomotivfabrik Wien (StEG)                 | 2'C n2v      | | [ 5 ] [ 17 ] [ 18 ] |                       |
| 27                | Königreich Italien     | Rete Mediterranea                             | RM               | 3151 Alessandro Volta                   | Ansaldo                                     | 2'C n2v      | | [ 5 ]               |                       |
| 28                | Königreich Italien     | Rete Adriatica                                | RA               | 3701                                    | Werkstatt Florenz                           | 2'C n4v      | Cab-Forward-Lokomotive System Plancher                                                              | [ 5 ]               |                       |
| 29                | Russland               | Wladikawkas-Eisenbahn                         |                  | П 47                                    | Lokomotivfabrik KolomnaNr. 2500             | 2'C n2v      | Naphthafeuerung                                                                                     | [ 5 ]               |                       |
| andere Bauarten   |                        |                                               |                  |                                         |                                             |              | |                     |                       |
| 30                | Bayern                 | Pfälzische Eisenbahnen                        | Pfalz            | P 3.II                                  | Krauss                                      | 2'(a)B1' n2v | Innentriebwerk Vorspannachse                                                                        | [ 5 ]               |                       |
| 31                | Ägypten                | Societe des Trains Internationaux             |                  | 1                                       | Schneider & Cie.                            | 2'B3' n2     | System Thuile im Pavilion von Schneider & Cie. ausgestellt                                          | [ 5 ]               |                       |

## Güterzug-Lokomotiven
| Nr.                                      | Land                   | Bahngesellschaft                             | Kürzel           | Baureihe, Nummer    | Hersteller                      | Bauart     | Bemerkung                            | Quellen      | Bild |
| ---------------------------------------- | ---------------------- | -------------------------------------------- | ---------------- | ------------------- | ------------------------------- | ---------- | ------------------------------------ | ------------ | ---- |
| Dreikuppler (C)                          |                        |                                              |                  |                     |                                 |            |                                      |              |      |
|                                          | Belgien                | Chemins de fer de l'État belge               | EB               | Reihe 30 Nr. 2514   | Saint-Léonard                   | C n2       | Innentriebwerk, für Schnellgüterzüge | [ 20 ]       |      |
| 32                                       | Belgien                | Chemins de fer de l'État belge               | EB               | Reihe 30 Nr. 2513   | Haine-Saint-Pierre              | C n2       | Innentriebwerk, für Schnellgüterzüge | [ 5 ]        |      |
| Mogul (1’C)                              |                        |                                              |                  |                     |                                 |            |                                      |              |      |
| 33                                       | Vereinigtes Königreich | Great Northern Railway                       | GNR              | H1 Nr. 1200         | Baldwin                         | 1’C n2     |                                      | [ 5 ]        |      |
|                                          | Frankreich             | Chemin de Fer du Midi                        | Midi             | 1802                | Midi-Werkstätte                 | 1’C n2v    |                                      | [ 10 ]       |      |
| Vierkuppler (D)                          |                        |                                              |                  |                     |                                 |            |                                      |              |      |
| 34                                       | Preußen                | Preußische Staatseisenbahnen                 | K.P.u.G.H.St.E.  | G 7.2 861 Elberfeld | Vulcan, StettinNr. 1818         | D n2v      |                                      | [ 5 ] [ 21 ] |      |
| 35                                       | Österreich-Ungarn      | Ungarische Staatseisenbahnen                 | MÁV              | IVd 4405            | Werkstadt Budapest              | B’B n4v    | Mallet-Lokomotive                    | [ 5 ]        |      |
| 36                                       | Russland               | Russische Reichsbahn Oktober-Eisenbahn       |                  | Од                  | Putilow                         | D n2v      | Ölfeuerung                           | [ 5 ]        |      |
| Mallet-Lokomotive mit vier Kuppelachsen  |                        |                                              |                  |                     |                                 |            |                                      |              |      |
| 37                                       | Bayern Bulgarien       | Bayerische Staatsbahn Bulgarische Staatsbahn | K.Bay.Sts.B. BDŽ | BB III BDŽ 68       | MaffeiNr. 2096                  | (1'B)B n4v | Mallet-Lokomotive                    | [ 5 ] [ 22 ] |      |
| Consolidation (1D)                       |                        |                                              |                  |                     |                                 |            |                                      |              |      |
| 38                                       | Österreich-Ungarn      | K.k. Staatsbahnen Arlbergbahn                | kkStB            | 170 17009           | Lokomotivfabrik Wiener-Neustadt | 1D n2v     | Ölzusatzfeuerung System Holden       | [ 5 ] [ 17 ] |      |
| 39                                       | Russland               | Ostchinesische Eisenbahn                     | КВЖД             | Ц 128               | Fives-LilleNr. 3084             | 1D n2v     |                                      | [ 5 ] [ 10 ] |      |
| Mallet-Lokomotive mit sechs Kuppelachsen |                        |                                              |                  |                     |                                 |            |                                      |              |      |
| 41                                       | Russland               | Moskau–Kasaner-Eisenbahn                     |                  | H 810               | Maschinenfabrik Brjansk         | C’C n4v    | Mallet-Lokomotive                    | [ 5 ] [ 15 ] |      |

## Tenderlokomotiven
| Nr. | Land                   | Bahngesellschaft                                          | Kürzel          | Baureihe          | Hersteller                              | Bauart       | Bemerkung                                                                           | Quellen       | Bild |
| --- | ---------------------- | --------------------------------------------------------- | --------------- | ----------------- | --------------------------------------- | ------------ | ----------------------------------------------------------------------------------- | ------------- | ---- |
| 40  | Preußen                | Preußische Staatseisenbahnen                              | K.P.u.G.H.St.E. | T 15 1663         | Henschel                                | E n2t        | Hagans-Lokomotive                                                                   | [ 5 ]         |      |
|     | Preußen                | Preußische Staatseisenbahnen                              | K.P.u.G.H.St.E. | T 51 2083         | Henschel                                | 1’B1’ n2t    | für Berliner Stadtbahn                                                              | [ 23 ]        |      |
|     | Bayern                 | Bayerische Staatsbahn                                     | K.Bay.Sts.B.    | D XII 2263        | Krauss                                  | 1B2’ n2t     | mit Krauss-Helmholtz-Lenkgestell                                                    | [ 23 ]        |      |
|     | Österreich-Ungarn      | K.k. Staatsbahnen                                         | kkStB           | 30 3004           | Lokomotivfabrik Wien (StEG)             | 1’C1’ n2vt   | für Wiener Stadtbahn                                                                | [ 24 ] [ 17 ] |      |
|     | Frankreich             | Chemins de fer de l’Ouest                                 | Ouest           | 3712              | Schneider & Cie.                        | 2’C n2t      | Vorortsverkehr Paris                                                                | [ 9 ]         |      |
|     | Frankreich             | Chemins de fer de l’État                                  | État            | 0247              | Société Franco-Belge                    | 1B1 n2tf     | mit Gepäckabteil                                                                    | [ 9 ]         |      |
|     | Belgien                | Chemins de fer de l'État belge                            | EB              | Reihe 15 Nr. 2515 | Ateliers de la Meuse                    | 2’B1’ n2t    |                                                                                     | [ 20 ]        |      |
|     | Belgien                |                                                           |                 | Fabriknummer 1545 | Ateliers de la Meuse                    | B n2t        | Rangierlokomotive                                                                   |               |      |
|     | Belgien                | Chemins de fer de l'État belge                            | EB              | Reihe 5 Nr. 1218  | Établissements Zimmermann-Hanrez et Cie | 1’B n2t      |                                                                                     | [ 20 ]        |      |
|     | Vereinigtes Königreich | Barry Railway                                             |                 | Klasse B1 Nr. 126 | Société Franco-Belge                    | C1’ n2t      |                                                                                     | [ 20 ]        |      |
|     | Württemberg            | Königlich Württembergische Staats-Eisenbahnen Murgtalbahn | K.W.St.E.       | Fz 596            | Maschinenfabrik Esslingen               | 1'Cbt n2/n4v | kombinierte Adhäsions- und Zahnradlokomotive für Leiterzahnstange System Riggenbach | [ 25 ] [ 26 ] |      |

## Schmalspur- und Straßenbahnlokomotiven
| Land                         | Bahngesellschaft                                       | Kürzel | Baureihe, Nummer                | Hersteller                              | Bauart  | Bemerkung | Quellen              | Bild |
| ---------------------------- | ------------------------------------------------------ | ------ | ------------------------------- | --------------------------------------- | ------- | --- | -------------------- | ---- |
| Äthiopien                    | Compagnie Impériale des Chemins de fer Ethiopiens      | CIE    | Nr. 6                           | SLM                                     | 1’C n2  | Meterspur | [ 6 ] [ 27 ]         |      |
| Niederländisch-Indien (Java) | Nederlands-Indische Spoorweg                           | NIS    | B22 318                         | Maschinenfabrik Chemnitz                | B1 n2vt | Kapspur Verbundlokomotive mit Anfahrvorrichtung System Lindner Holden-Ölfeuerung                                                                                   | [ 23 ] [ 28 ] [ 29 ] |      |
| Frankreich                   | Compagnie du Tramway de Lyon à Neuville et extensions  | TLN    | Nr. 22                          | SLMNr. 1268                             | C n2t   | Straßenbahnlokomotive | [ 6 ] [ 30 ]         |      |
| Frankreich                   | Chemins de fer de l’État Chemin de fer de la Vendée    | État   | TV 1                            | Decauville                              | C n2t   | | [ 31 ]               |      |
| Frankreich                   | Chemins de fer économiques du Sud-EstTramways de l'Ain | ESE    | 54                              | Corpet-Louvet                           | C n2t   | | [ 31 ]               |      |
| Frankreich                   | Bahnstrecke Toulouse–Boulogne-sur-Gesse                |        |                                 | Decauville                              | C n2t   | | [ 31 ]               |      |
| Frankreich                   | Bonnette & Demathieu, Verdun                           |        | Type Nr. 1 Fabriknr. 312 Helene | Decauville                              | B n2t   | Lokomotive für 600-mm-Spurweite am Stand von Decauville im Hauptsaal im Palais des Forêts ausgestellt. Typischerweise für Waldbahnen und Großbaustellen verwendet. | [ 32 ] [ 33 ]        |      |
| Französisch-Westafrika       | Compagnie du chemin de fer de Dakar à Saint-Louis      |        |                                 | Société de construction des Batignolles | C n2    | | [ 31 ]               |      |
| Französisch-Westafrika       |                                                        |        |                                 | Panhard & Levassor                      | A1      | Benzintraktor, Antrieb durch 4 PS-Automotor Phénix | [ 34 ]               |      |
| Bayern                       |                                                        |        |                                 | Krauss Nr. 4403                         | B1’ n2t | Feldbahnlokomotive, 600-mm-Spurweite | [ 25 ] [ 11 ]        |      |
| Österreich-Ungarn            | K.k. Staatsbahnen Zillertalbahn                        | kkStB  | U 4402                          | Krauss & Comp. Linz                     | C1’ n2t | Krauss-Helmholtz-Lenkgestell, 760-mm-Spurweite | [ 24 ] [ 35 ]        |      |
| Russland                     | Nebenbahnen                                            |        | Nr. 2501                        | Lokomotivfabrik Kolomna                 | D n2    | Ölgefeuert, mit dreiachsigem Schlepptender | [ 15 ]               |      |
| Österreich-Ungarn            | Industriebahn Hunedoara–Ghelari                        |        | Nr. 2                           | MÁVAG                                   | D n2t   | Endachsen als Klien-Lindner-Hohlachsen ausgeführt, Außenrahmen | [ 36 ]               |      |

## Elektrische Lokomotiven
Die Elektrotraktion steckte noch in den Kinderschuhen. Außer Straßenbahnwagen gab es nur wenige Schienenfahrzeuge mit elektrischem Antrieb, die auf Tunnelstrecken verwendet wurden, wo ein Dampfbetrieb ungeeignet war. Die Energie wurde über Oberleitung oder Stromschiene zugeführt. Es wurde meist Gleichstrom mit einer Spannung von 500 bis 750 V verwendet. Einzig die Fahrzeuge der Veltlinbahn verwendeten Dreiphasenwechselstrom mit einer Spannung von 3000 V betriebenen, waren aber zwei Jahre nach der Ausstellung noch nicht im Regelbetrieb.
| Land               | Bahngesellschaft                                                  | Kürzel | Baureihe | Hersteller                       | Bauart | Bemerkung | Quellen       | Bild |
| ------------------ | ----------------------------------------------------------------- | ------ | -------- | -------------------------------- | ------ | --- | ------------- | ---- |
| Frankreich         | Compagnie du Chemin de Fer de Lyon à Fourvière et Saint-Just      |        | Nr. 4    | SLM                              | Bo(z)  | Elektrolokomotive für gemischten Zahnrad- und Adhäsionsbetrieb                                                      | [ 6 ] [ 27 ]  |      |
|                    |                                                                   |        | Nr. 115  | AEG                              | B      | Auf dem Champ de Mars auf einem separaten Gleis aufgestellte Normalspurlokomotive mit Stromabnehmer für Fahrleitung | [ 29 ]        |      |
| Frankreich         |                                                                   |        |          | Schneider & Cie.                 | Do     | 800 PS, Stromzufuhr über Stromschiene 500 V                                                                         | [ 38 ] [ 39 ] |      |
| Frankreich         | Compagnie du chemin de fer de Paris à Orléans                     | PO     | E.1      | Blanc-Misseron, General Electric | Bo’Bo’ | Elektrolokomotive für den kurzen unterirdischen Abschnitt Paris-Austerlitz nach Orsay                               | [ 38 ]        |      |
| Frankreich         | Compagnie des chemins de fer de Paris à Lyon et à la Méditerranée | PLM    | E-1      |                                  | 1Bo    | Batteriebetriebene Versuchslokomotive                                                                               | [ 38 ]        |      |
| Frankreich         |                                                                   |        |          | General Electric                 |        | Grubenlokomotive für Betrieb mit 220 V-Fahrleitung, Spurweite 60 cm                                                 | [ 40 ]        |      |
| Frankreich         |                                                                   |        |          | SACM                             |        | Kleine Grubenlokomotive für Batteriebetrieb, die Batterien werden auf einem separaten Wagen mitgeführt              | [ 41 ]        |      |
| Frankreich         |                                                                   |        |          | SACM                             | B      | 500 V Fahrleitung                                                                                                   | [ 42 ]        |      |
| Königreich Italien | Rete Adriatica Veltlinbahn                                        | RA     | RA 341   | Ganz & Cie                       | Bo’Bo’ | 3000 V/15 Hz Drehstrom                                                                                              | [ 39 ]        |      |

## Retrospektive Ausstellung
In der Hauptausstellung auf dem Champ de Mars wurde eine retrospektive Sammlung alter Verkehrsmittel gezeigt. In diesem Zusammenhang waren die folgenden Lokomotiven ausgestellt:
| Land                   | Bahngesellschaft                            | Kürzel | Baureihe   | Hersteller                    | Bauart | Bemerkung | Quellen | Bild |
| ---------------------- | ------------------------------------------- | ------ | ---------- | ----------------------------- | ------ | --------- | ------- | ---- |
| Vereinigtes Königreich | Canterbury and Whitstable Railway           |        | Invicta    | Robert Stephenson and Company | B n2   |           | [ 43 ]  |      |
| Frankreich             | Compagnie du chemin de fer de Paris à Rouen |        | St. Pierre | Allcard, Buddicom and Co      | 1A1 n2 |           | [ 43 ]  |      |

## Ausstellungspläne

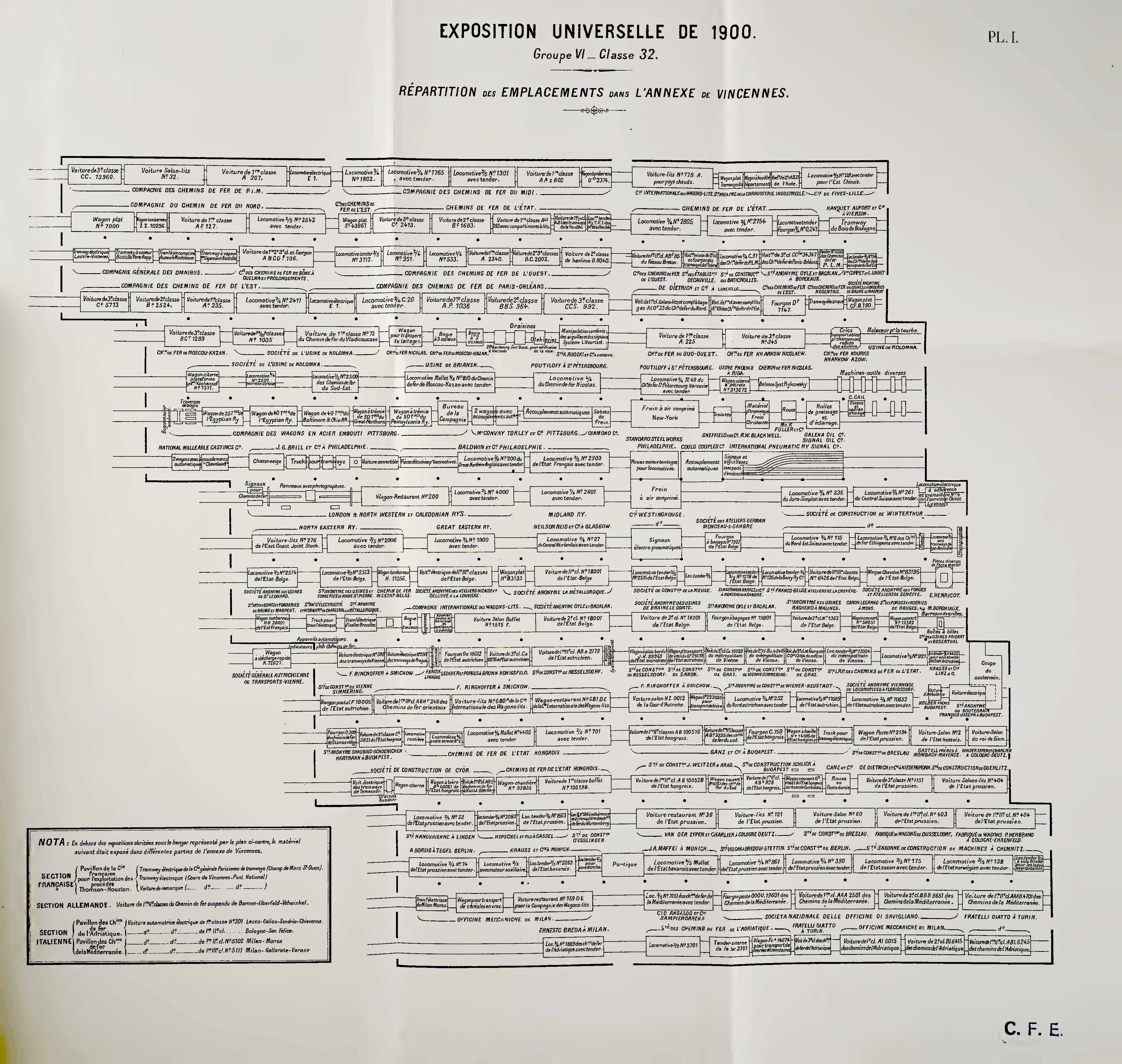
Eisenbahnausstellung im Bois de Vincennes
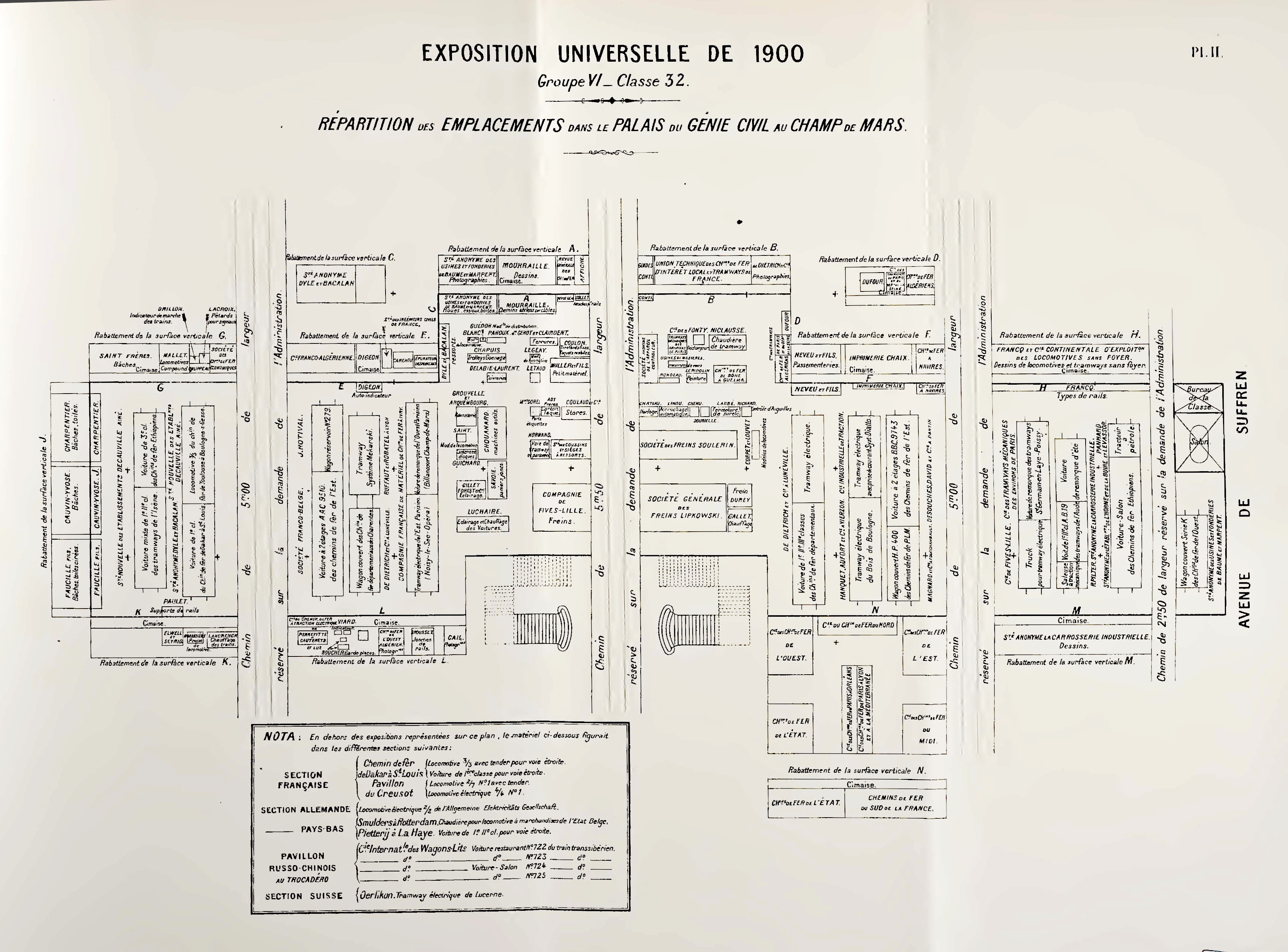
Eisenbahnausstellung im Palais du Génie Civil auf dem Champ de Mars